# Oust-Nera
Oust-Nera ou Oust-Néra (russe : Усть-Нера ; en iakoute : Уус Ньара, soit Uus N'ara) est une commune urbaine et depuis 1954 le centre administratif du raïon d'Oïmiakon en république de Sakha, Russie.
La commune comptait 5 597 habitants en 2016. Elle se trouve à 150 km de Oïmiakon qui se dispute le titre de village le plus froid du monde avec Verkhoïansk.

## Géographie

### Situation
La commune se situe à 9 247 km à l'est de Moscou par la route et à 5 232 km à vol d'oiseau.  La ville se situe juste à côté de la confluence de la Nera et de l'Indiguirka, sur la rive droite de cette dernière. Oust-Nera est entourée de montagnes recouvertes de forêts.

### Climat
Les températures peuvent descendre sous les -50°C.
| Mois                              | jan.  | fév.  | mars  | avril | mai   | juin | jui. | août | sep. | oct.  | nov.  | déc.  | année  |
| --------------------------------- | ----- | ----- | ----- | ----- | ----- | ---- | ---- | ---- | ---- | ----- | ----- | ----- | ------ |
| Température minimale moyenne (°C) | −47,9 | −46,2 | −39,3 | −24,3 | −24,3 | 3,5  | 5,7  | 2,4  | −3,7 | −20,1 | −38,8 | −46,5 | −21,75 |
| Température moyenne (°C)          | −44   | −40,7 | −30,4 | −14,9 | 0,7   | 11,1 | 13,3 | 10,2 | 2,5  | −14,7 | −34,5 | −43   | −15,36 |
| Température maximale moyenne (°C) | −40,1 | −35,1 | −21,4 | −5,4  | 7,3   | 18,7 | 21   | 18   | 8,8  | −9,2  | −30,2 | −39,4 | −8,5   |
| Précipitations (mm)               | 8     | 7     | 4     | 7     | 17    | 37   | 55   | 45   | 24   | 14    | 11    | 8     | 237    |

## Histoire
Oust-Nera a été fondée en 1937 dans le cadre du développement de l'exploitation aurifère dans la région. La date du 6 août 1937, le jour où des géologues arrivèrent par hydravion à l'embouchure de la Nera est considéré comme le jour de fondation de la commune. Le fondateur du village fut Valentin Alexandrovitch Tsaregradski, un géologue soviétique. Il est assez vénéré dans la commune, une rue porte d'ailleurs son nom. En 1941, l'exploration de la région a permis d'exploré de nombreux gisements, et l'année suivante, les premières mines ouvrirent.
Le lieu fut un camp du Goulag à l'époque soviétique. Il était appelé « le Goulag à l’intérieur du Goulag ».
La commune a le statut de localité depuis 1950 et est le centre administratif du raïon d'Oïmiakon depuis 1954.

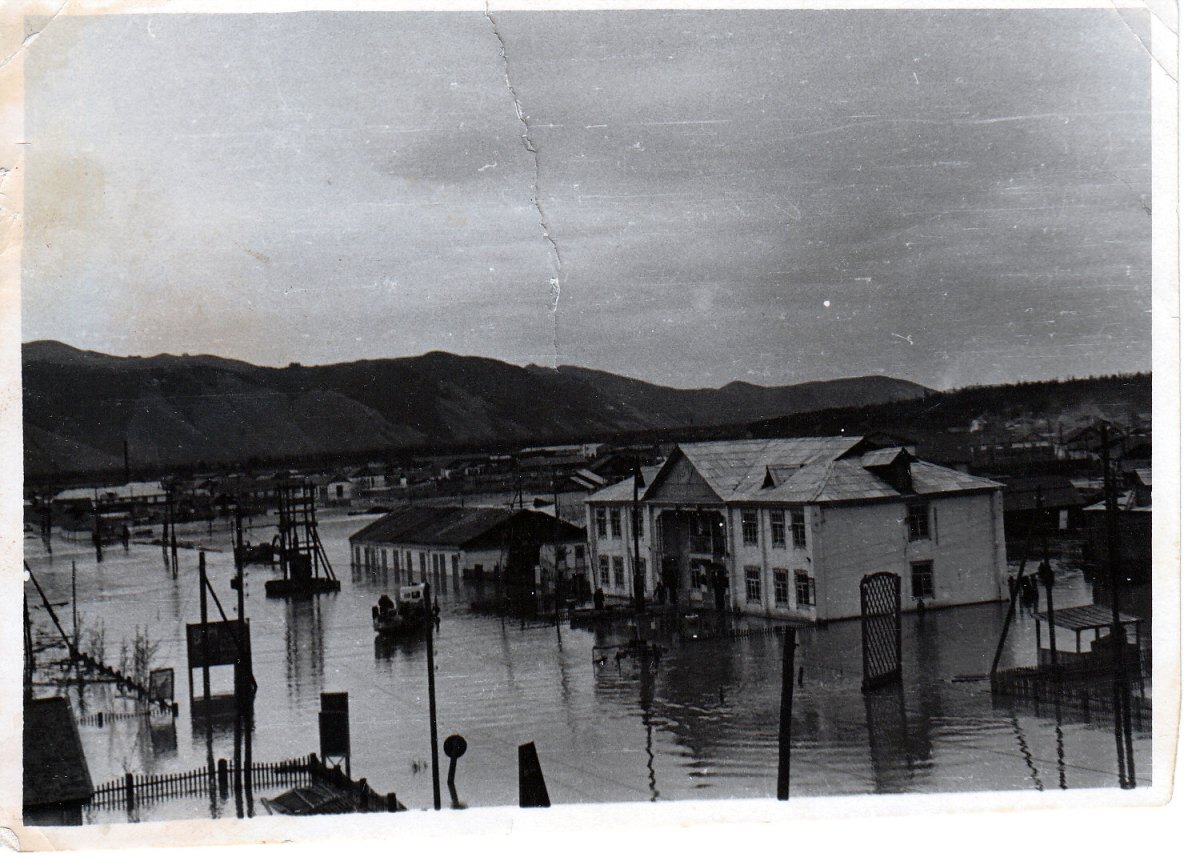
Oust-Nera durant l'inondation de 1959.
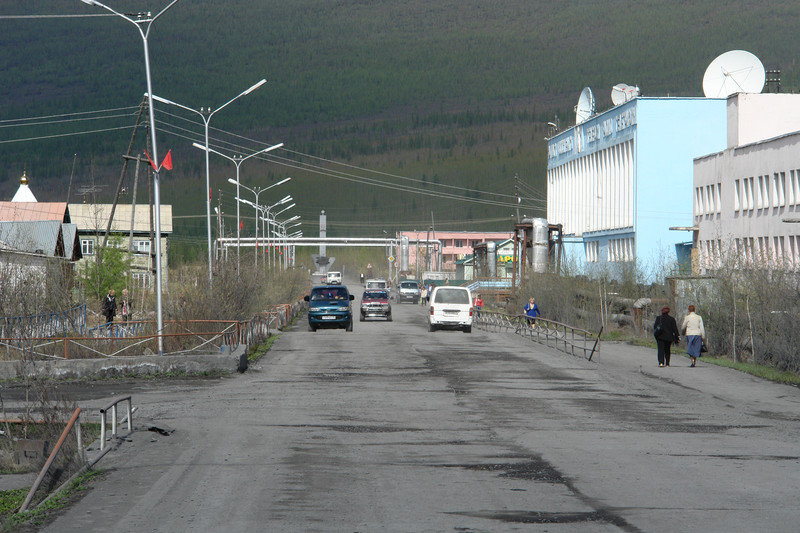
Oust-Nera aujourd'hui.

## Économie
L'activité économique de la ville est essentiellement tournée vers l'extraction aurifère. Il existe une usine d'extratcion et de traitement de l'or. L'industrie locale est en train de renaître après la crise économique russe post-soviétique. La prospection d'or est le secteur qui emploie le plus de personnes dans la localité.
Il existe de plus des entreprises automobiles, des centres d'exploration géologique ainsi qu'un dépôt de pétrole. Il existe aussi des gisements d'autres minerais rares comme le tungstène ou bien le mercure.

## Transport
La ville est desservie par la route  dite « Route des os », avec un pont en béton qui traverse l'Indiguirka depuis 1975, et par un aéroport, ouvert vers la fin des années 1930 (code IATA : USR; code OACI ; UEMT).
En hiver, une route d'hiver est ouverte, permettant de rejoindre Bilibino à travers la Tchoukotka, en passant par Zyrianka et Tcherski.